# Centro storico di Odessa
Il centro storico di Odessa (in ucraino Історичний центр Одеси?, Istoryčnyj centr Odesy) è un'area della città ucraina di Odessa facente parte alla lista dei patrimoni dell'umanità. 
Inscritto nel 2023, ne è stato subito dichiarato lo stato di pericolo a causa dell'invasione russa dell'Ucraina del 2022.

## Selezione
Il sito era nella lista delle candidature UNESCO dal 6 gennaio 2009. È stato presentato dal Ministero della Cultura e del Turismo ucraino e gli erano stati assegnati i criteri (i), (ii), (iii), (iv) e (v). Con una procedura d'emergenza nel gennaio 2023 però, l'UNESCO lo ha aggiunto sia alla lista dei patrimoni dell'umanità che alla lista dei patrimoni dell'umanità in pericolo per via degli attacchi da parte della Russia.

## Descrizione
Situata in una rientranza costiera a circa 30 km dal liman del Dnestr, la città fu fondata nel 1794  per volere di Caterina II di Russia la quale volle costruire un porto strategico in seguito alla guerra russo-turca (1787-1792). La nuova città, costruita su un sito di una fortezza turca, fu inizialmente pianificata da un ingegnere militare e poi ulteriormente espansa nel corso del XIX secolo. Odessa si sviluppò rapidamente grazie al suo porto, alle politiche favorevoli dei governanti ed al suo status di città portuale libera (1819-1859). Il commercio attrasse diversi popoli che andarono a formare comunità multietniche e multiculturali, rendendo in tal modo Odessa una città cosmopolita. Il suo sviluppo, la ricchezza da esso generata ed il suo multiculturalismo influenzarono la sua architettura conferendogli una grande varietà di stili che caratterizzano ancora oggi il paesaggio urbano.  
Il centro storico di Odessa è un articolato sistema a griglia di strade spaziose e presenta edifici relativamente bassi. Progettati da rinomati architetti, nei primi anni principalmente italiani, i suoi teatri, edifici religiosi, scuole, luoghi privati e caseggiati come anche gli hotel, i club, le banche, i centri commerciali, le borse, i terminali ed altri edifici pubblici amministrativi costituiscono un'eccellente dimostrazione di diversità architettonica e stilistica nonché un modello esemplare di città commerciale. 
La via Prymors'ska che si estende lungo il bordo dell'altopiano, la scalinata Potëmkin che arriva al mare, il teatro dell'opera e del balletto ed il Palais-Royal sono le attrazioni turistiche principali. Nonostante il piano urbanistico e la qualità architettonica presente ad Odessa possano essere trovati in altre città dell'ex Impero russo e dell'ex Impero austro-ungarico, la città ha preservato una grande area del suo tessuto storico che riflette il suo progresso rapido e prosperoso del XIX secolo oltre anche alla sua popolazione, molto più eterogenea delle altre città. Attraverso la sua paesaggistica Odessa ha catalizzato molte culture, valori, costumi, strutture sociali e denominazioni, pertanto è una testimonianza lampante delle tradizioni tipiche delle città dell'Est Europa nel XIX secolo.

## Galleria d'immagini

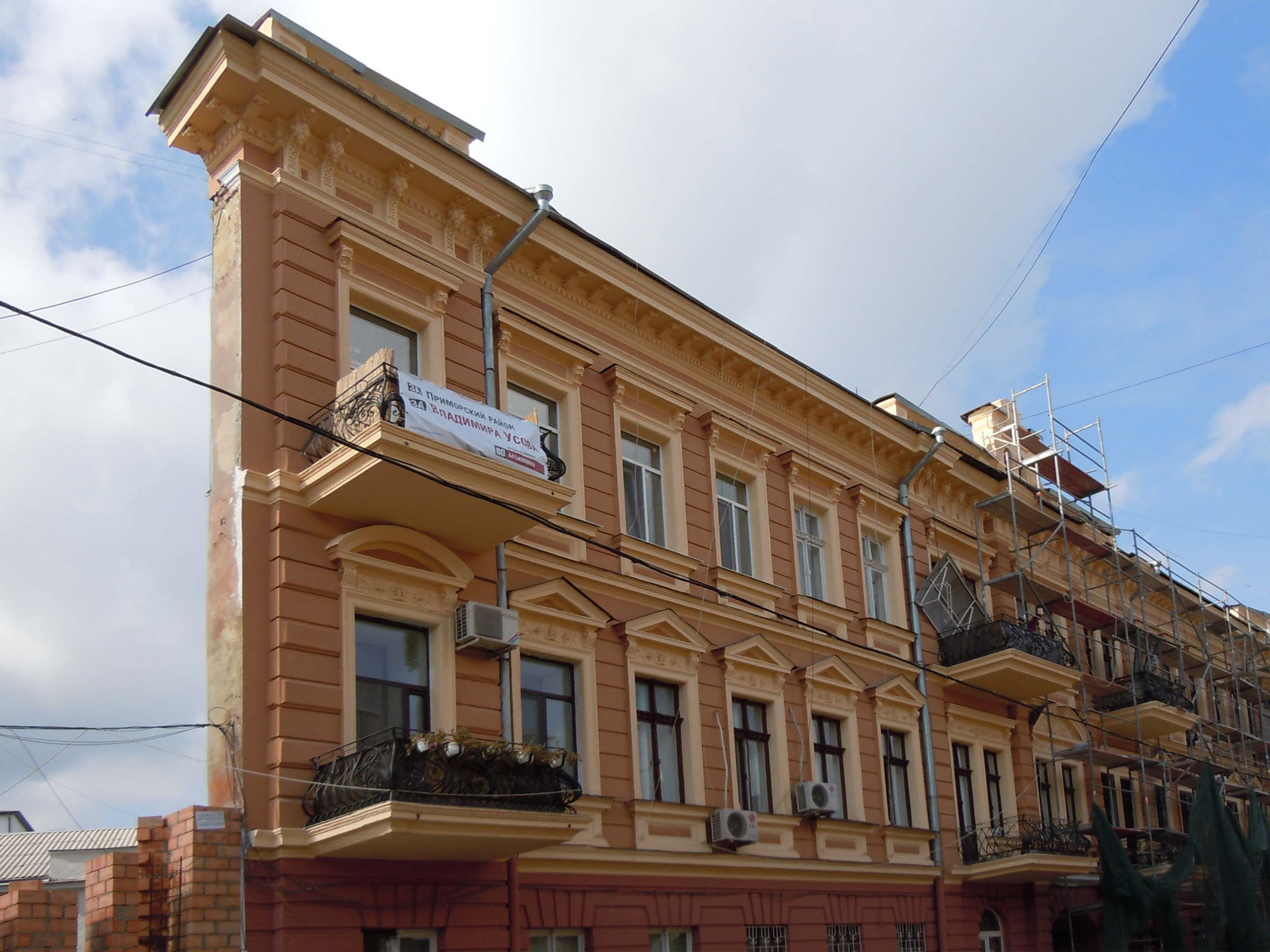
La "Casa del Muro"
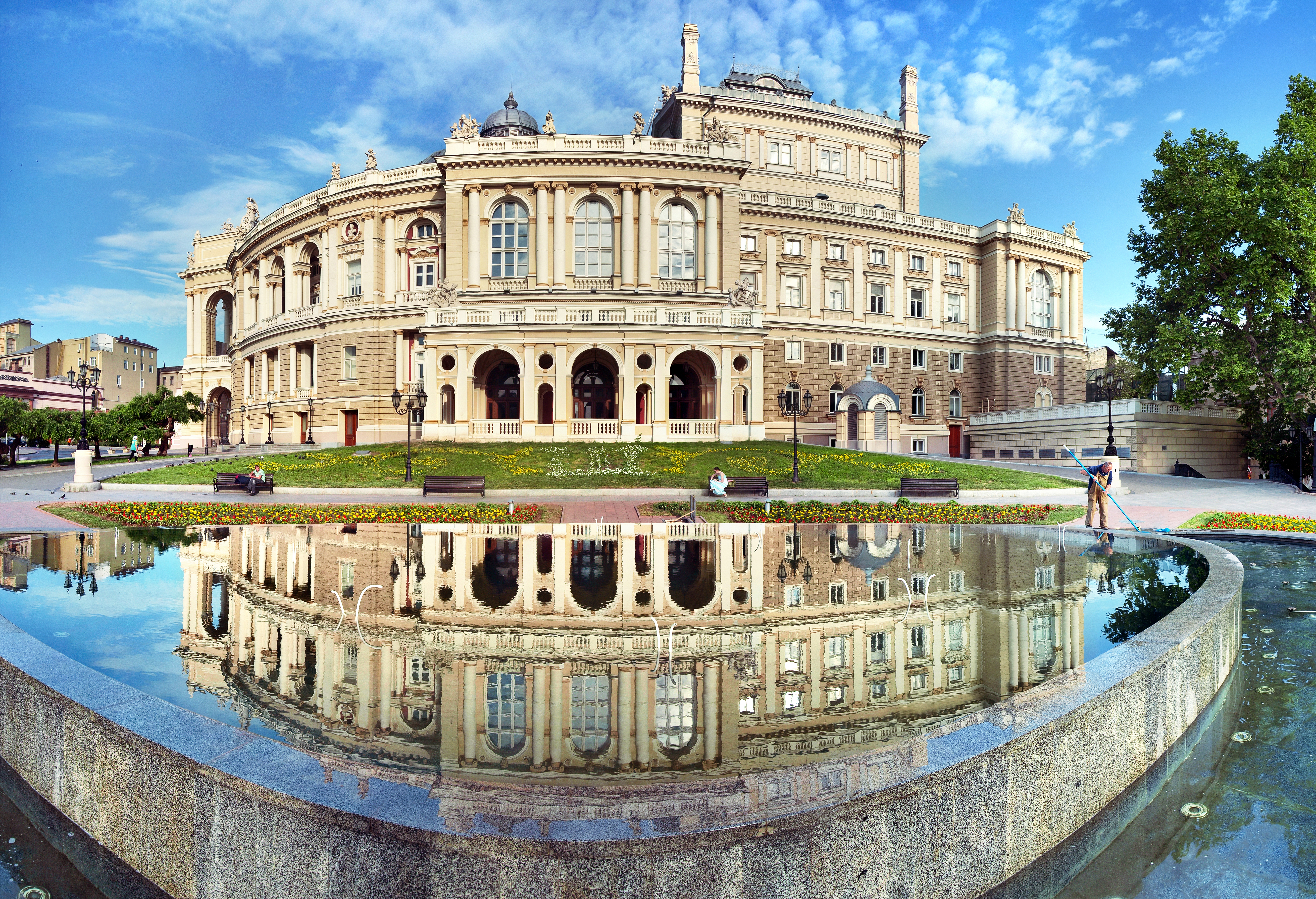
Il Teatro dell'Opera
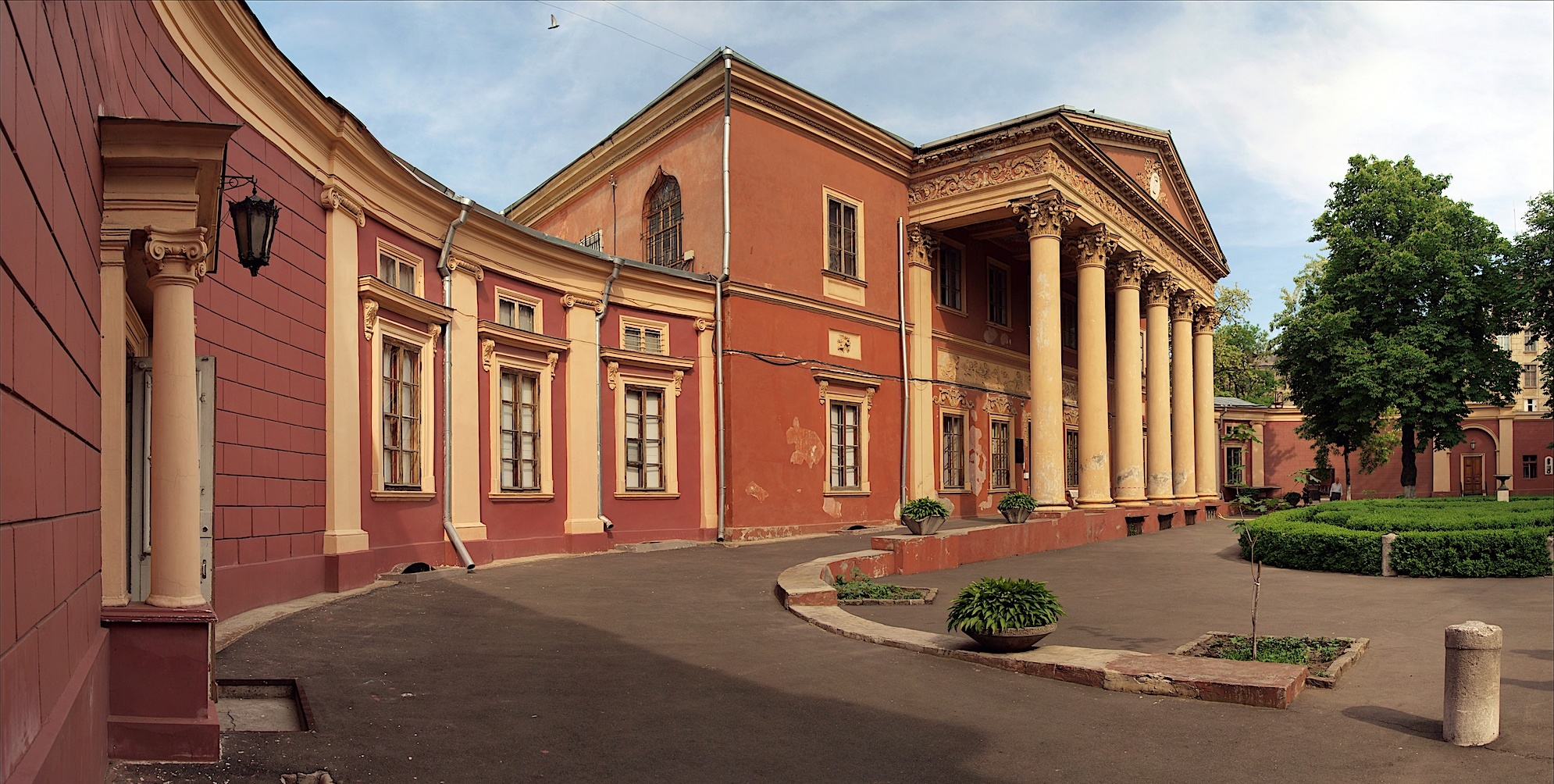
Palazzo Potoc'kych
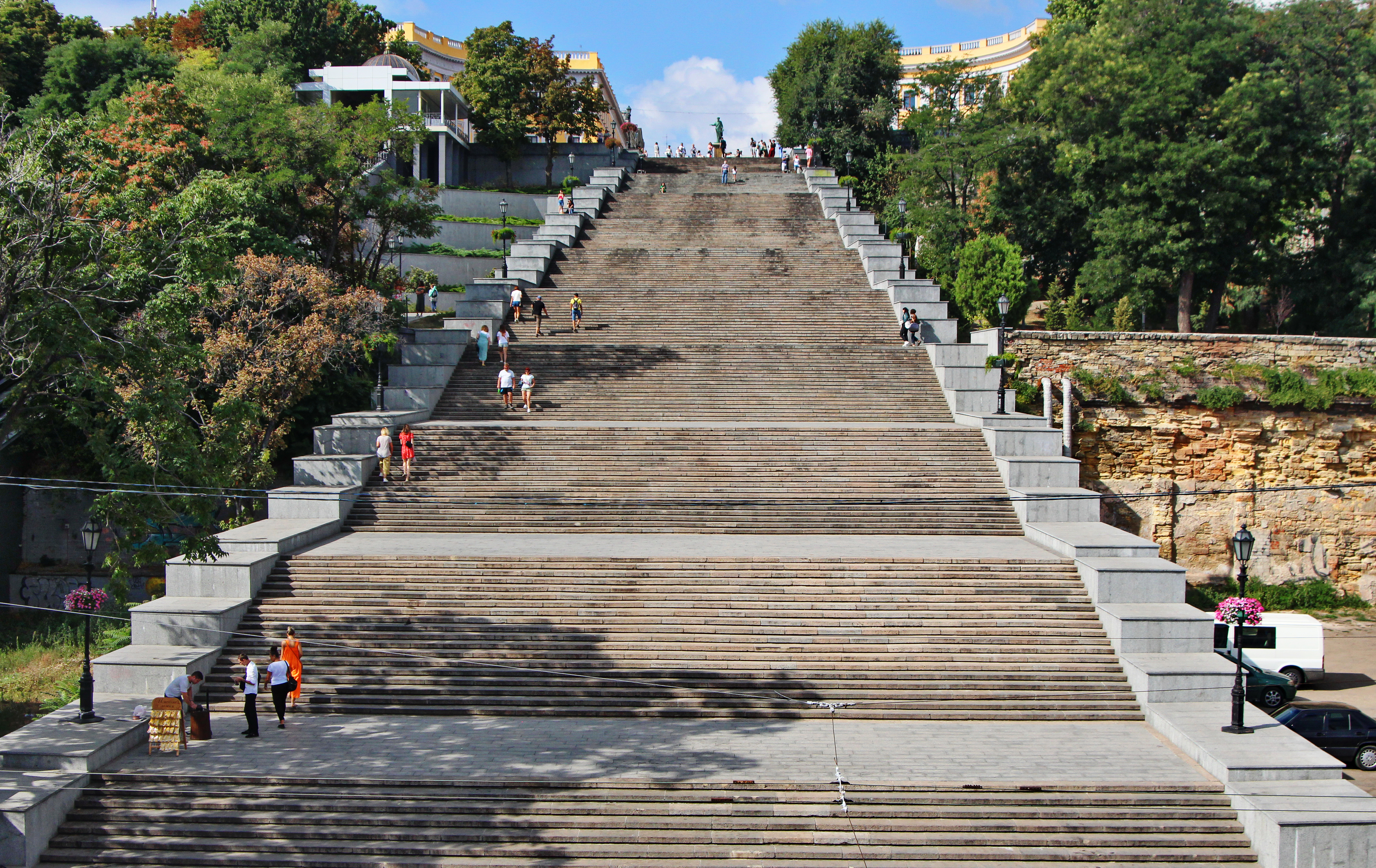
Scalinata Potëmkin
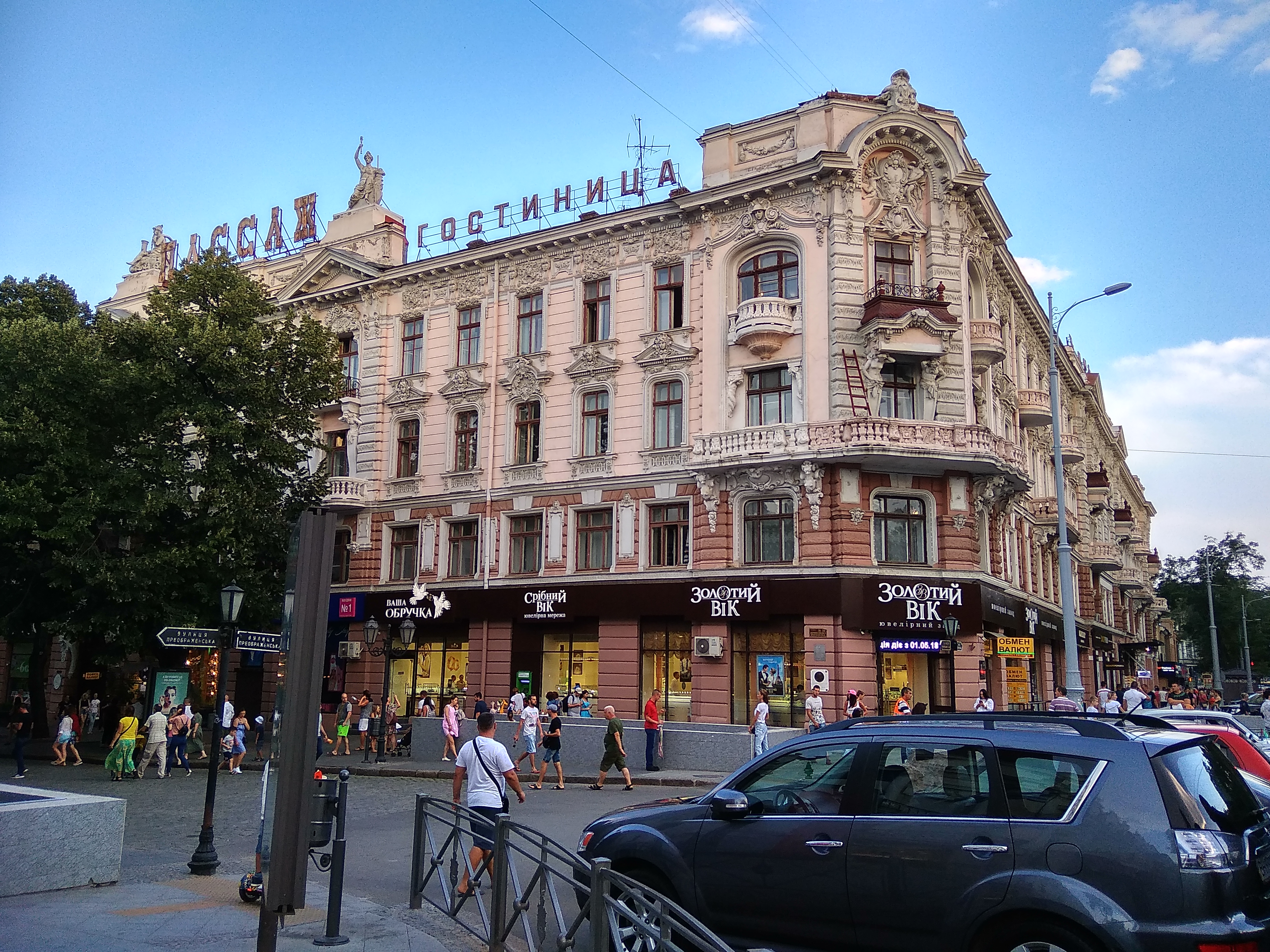
Hotel Passage
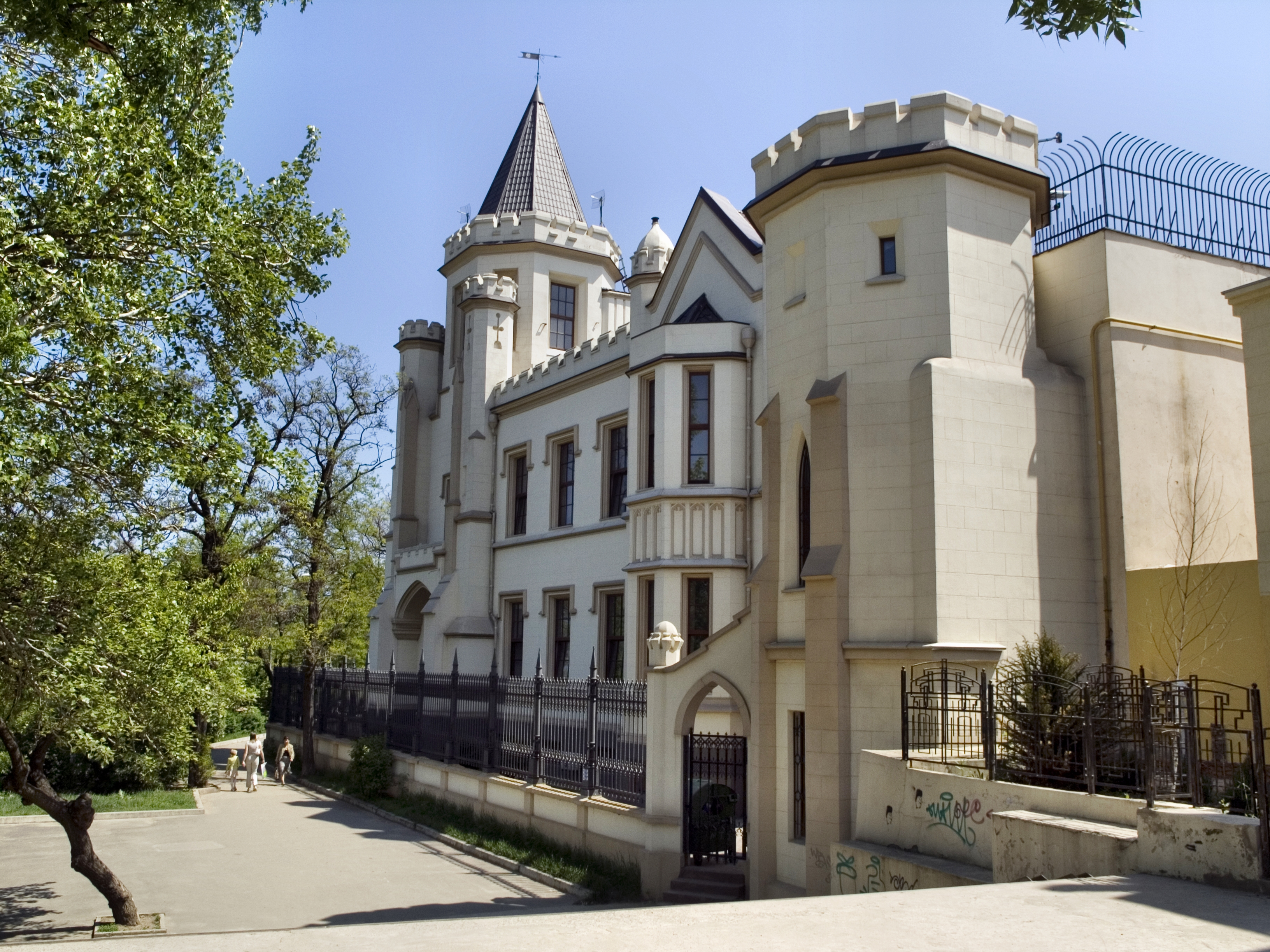
Palazzo Bžozovs'kyj
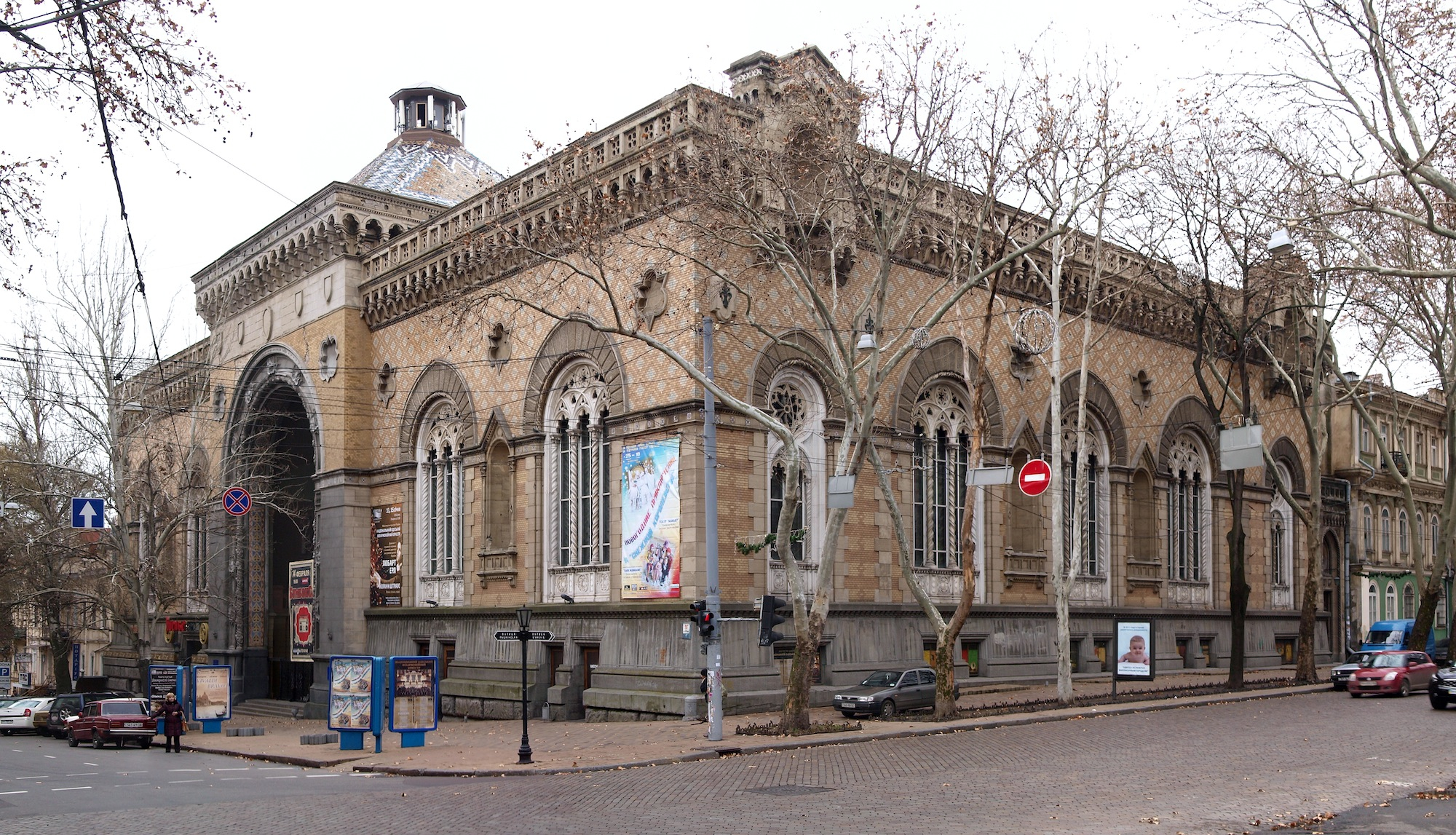
La Filarmonica, ex borsa valori
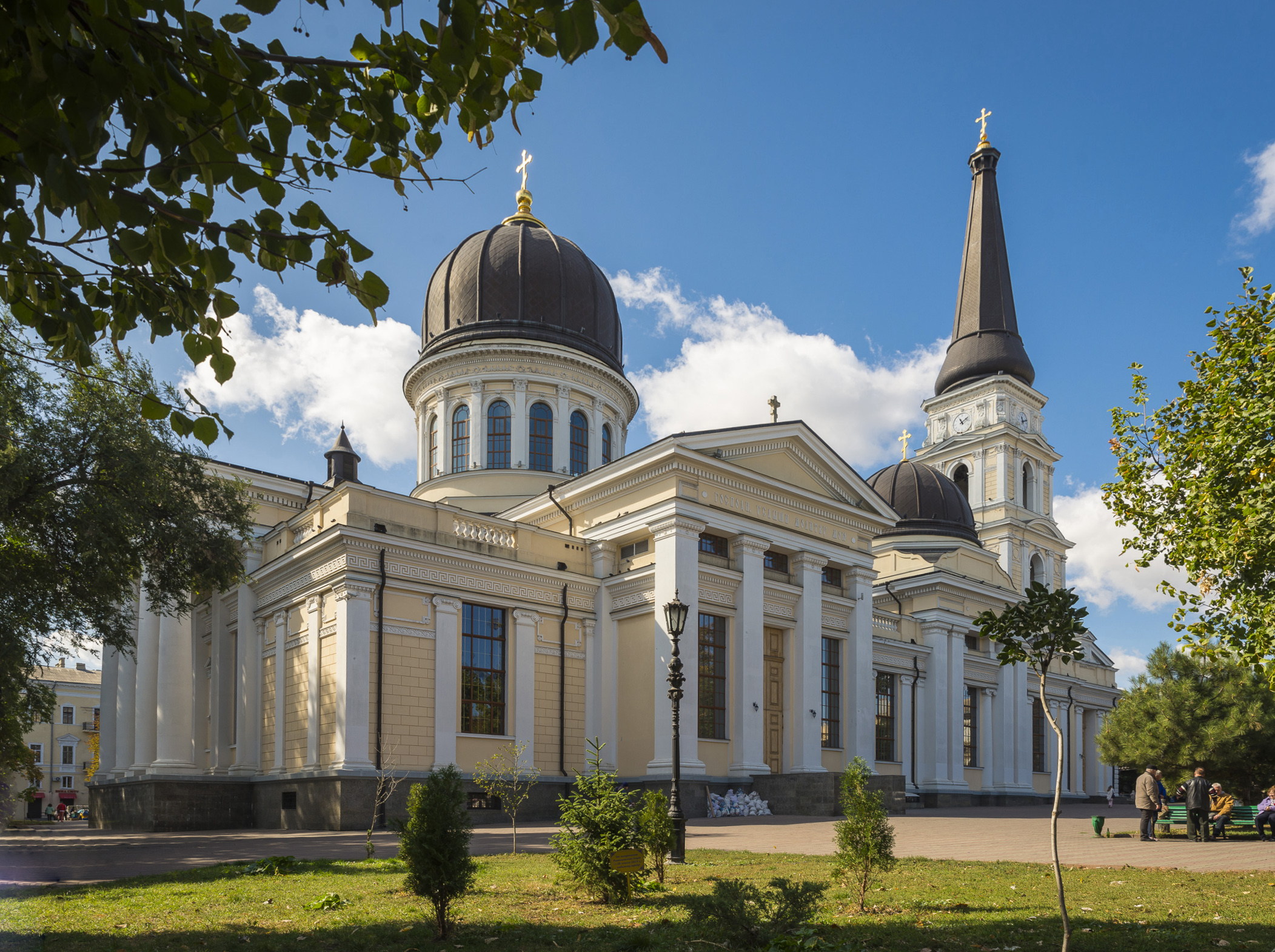
La Cattedrale della Trasfigurazione, la più grande cattedrale ortodossa di Odessa
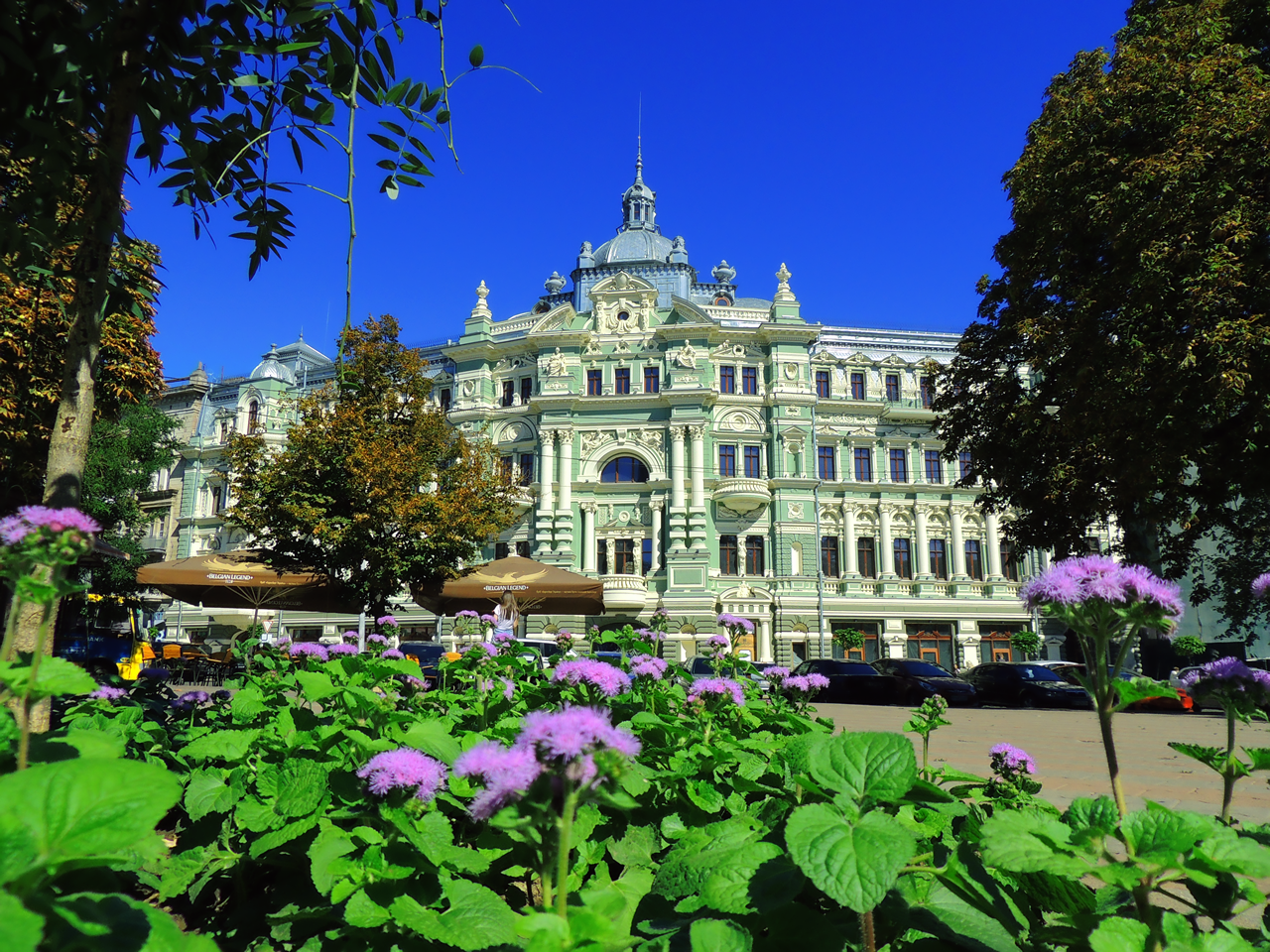
Casa Russov